# Tektaphos (Indien)
Tektaphos (altgriechisch Τέκταφος Téktaphos) ist in der griechischen Mythologie ein indischer Fürst.
Er wurde von König Deriades in eine Höhle geworfen, um dort den Hungertod zu erleiden. Seine Tochter Eerie kam ihm zu Hilfe. Sie bat die aufgestellten Wachen um Zutritt, unter dem Vorwand, ihrem sterbenden Vater die Augen schließen zu dürfen. Da sie jedoch soeben ein Kind geboren hatte, waren ihre Brüste voll Milch, welche sie dem Vater zu trinken gab. Deriades erfuhr von der Sache und ließ Tektaphos aus Bewunderung für die Liebe der Tochter frei.